# Platges d'Anguileiro, La Furada i San Blas
Les platges de Anguileiro, La Furada i San Blas són un conjunt de platges situades en el concejo de Tàpia de Casariego que als moments de baixamar s'uneixen formant un bell arenal. Reben també el nom de La Grande o de Los Camps. Formen part de la Costa Occidental d'Astúries i presenten protecció mediambiental per estar catalogades com ZEPA i LIC.

## Descripció
L'arenal està dividit en dos pel riu Anguileiro que dona nom a aquesta platja. El conjunt de platges està delimitat pel cap de la Reburdia i per la punta Anguileiro. Té forma triangular i una longitud d'uns 410 metres i una amplària mitjana de 563 metres de sorra fina i de gra daurat. L'accés amb vehicle és fàcil i la distància a la platja és inferior a 500 metres.
Aquest conjunt de platges té una assistència massiva durant l'estiu. Disposa d'un càmping proper i la desembocadura fluvial que s'ha esmentat i d'un complet equip de serveis com són: vigilància, pícnic, neteja i aparcament. L'activitat recomanada és el surf i té «Categoria 3» per a la pràctica d'aquest esport. És una platja apta i recomanable per a tota la família.